# أموس أتشيمبونغ
أموس أتشيمبونغ (بالإنجليزية: Amos Acheampong) (ولد في 12 أكتوبر 1993 في أكرا، غانا) لاعب كرة قدم غاني يجيد اللعب في مركز الوسط المدافع وبدرجة أقل قلب الدفاع. يلعب حاليا لصالح سترة البحريني منذ 2023.